# 平铺镇
平铺镇，是中华人民共和国安徽省芜湖市繁昌区下辖的一个乡镇级行政单位。平铺镇位于繁昌区东南部，总面积91.6平方公里，人口3.2万人。

## 行政区划
平铺镇下辖以下地区：
平铺社区、新林社区、五华村、寒塘村、平铺村、新牌村、龙岗村、马仁村、新林村、茶冲村、山河村、新塘村、郭仁村、蔡铺村和官塘村。